# Avenida Taft
La avenida Taft es una carretera principal en el sur del Gran Manila . Pasa por tres ciudades de la metrópolis: Manila, Pásay y Parañaque . Lleva el nombre del ex Gobernador General de Filipinas y Presidente de los Estados Unidos, William Howard Taft (las Filipinas fueron territorio de la Commonwealth de los Estados Unidos en la primera mitad del siglo XX). La avenida es un componente de la Ruta Nacional 170 (N170), una carretera secundaria en la red de carreteras de Filipinas, e integra la R-2 de la red de carreteras principales de Manila .

## Descripción

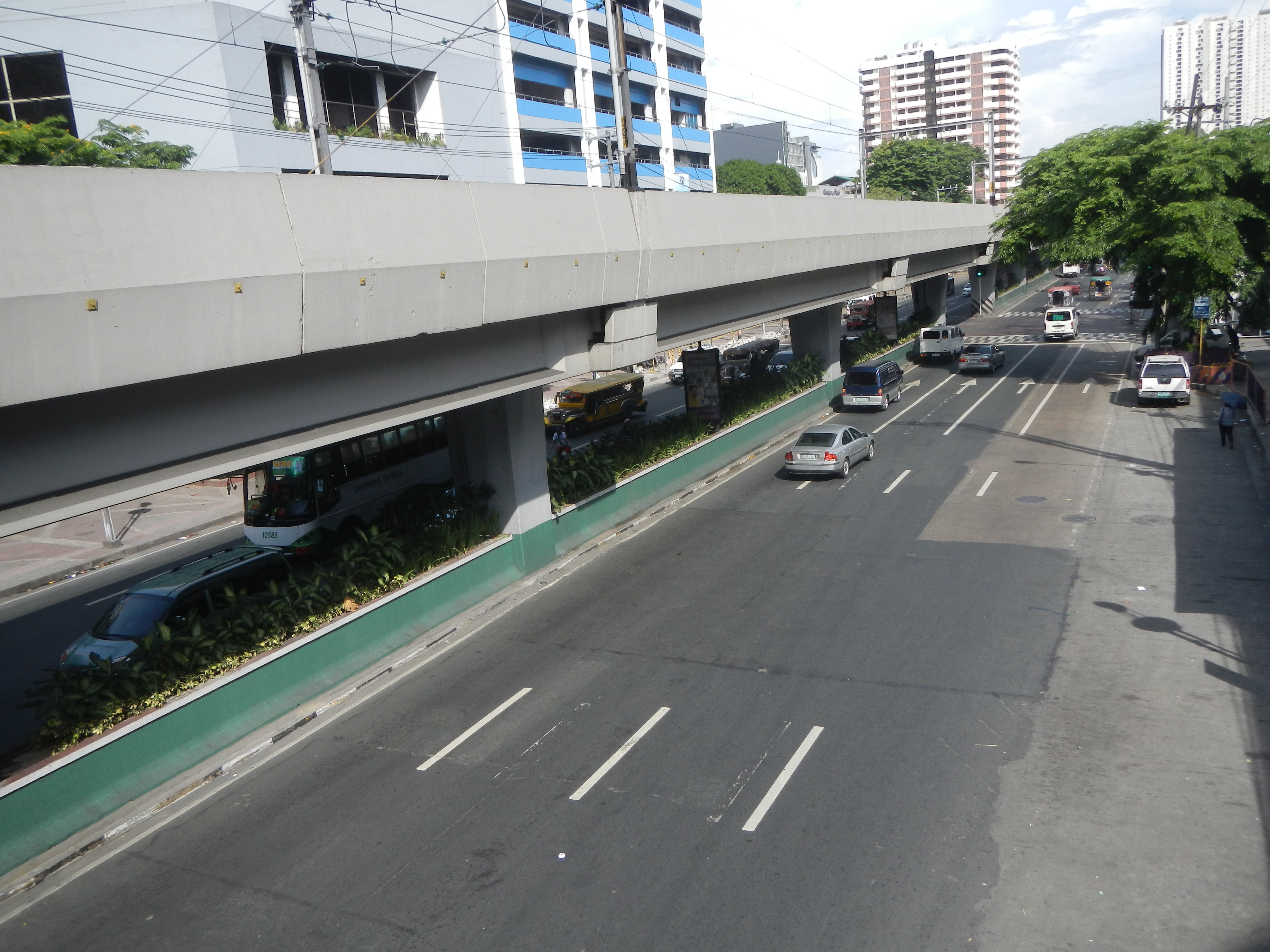
La avenida Taft, al sur de la avenida de las Naciones Unidas

Desde el norte, comienza en el paso subterráneo vehicular Lagusnilad en la intersección con la avenida Padre Burgos en Ermita . Luego cruza Ayala Boulevard y Finance Street y forma el borde este del Parque Rizal hasta la avenida Kalaw . Luego cruza la avenida de las Naciones Unidas, la calle Padre Faura, la calle Pedro Gil (antes conocida como calle Herrán), donde también cruza el límite del distrito con Malate, cruzando la calle San Andrés, la avenida Quirino y la calle Pablo Ocampo (antes conocida como calle Vito Cruz) antes de entrar en la ciudad de Pasay . En Pasay, cruza la Avenida Gil Puyat (antes conocida como Avenida Buendía), la Avenida Arnaiz (antes conocida como Calle Libertad) y la Avenida Epifanio de los Santos (EDSA), donde la intersección se conoce como Pasay Rotonda. Luego, la avenida continúa hacia el sur hacia Baclaran en Parañaque como una extensión hasta su término en su intersección con la avenida Elpidio Quirino, la avenida Harrison y la calle Redentorista.

## Historia

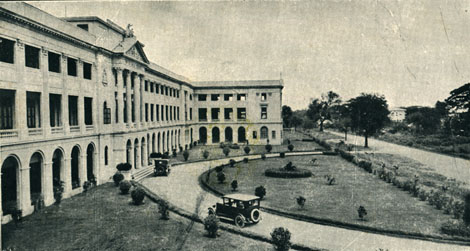
Colegio De La Salle en la avenida Taft, alrededor de 1920

La construcción la avenida, originalmente llamada Calle Rizal, se completó en 1899, con la Calle Padre Burgos como su término norte y la Calle Herrán (luego Calle Pedro Gil ) como su término sur. Los ingenieros Manny Aquino y Robin Santos dirigieron su ampliación en 1911, y la avenida pasó a llamarse Manila Road . Sin embargo, un mapa de Manila elaborado en 1915 por la Oficina del Departamento de Ingeniería del Departamento de Filipinas indica que se llamó "Taft Avenue". En el apogeo de la Segunda Guerra Mundial durante la ocupación japonesa de Filipinas, pasó a llamarse Avenida Daitoa, en 1942. 
En 1940 fue prolongada hasta la calle Vito Cruz (actual calle Pablo Ocampo) desde la calle San Andrés de Malate. Más tarde se extendió hacia Pasay, entonces parte de la provincia de Rizal, y se denominó Ermita -Pasay Boulevard, y la ruta continuó más allá de Highway 54 (calle P. Lovina, luego EDSA) como carretera sur Cavite-Manila (rebautizada Mexico en 1964).  Posteriormente, la sección de la avenida de EDSA a Baclaran se sumó como extensión.
La Línea 1 LRT, la primera vía férrea elevada de Filipinas, se construyó sobre ella y se inauguró en 1984.

### Propuesta de cambio de nombre a "Senador José W. Diokno"
En 1998, se redactó un proyecto de ley en la Cámara de Representantes de Filipinas para cambiar el nombre de la avenida Taft a "Senador José W. Diokno", en honor al exsenador y nacionalista filipino . Fue patrocinado por los representantes. José Apolinario Lozada ( Negros Occidental–5° ) y Migz Zubiri ( Bukidnon–3° ). El Senador Franklin Drilon hizo lo propio en el Senado, con el Proyecto de Ley del Senado No. 2011, en 2002. Fue aprobada en segunda lectura en enero de 2004. Los funcionarios locales de Manila encabezados por el alcalde Lito Atienza se opusieron al pasaje, citando que William Howard Taft fue una "figura clave en la historia" de Filipinas y de Manila y está en contra de una política establecida por el gobierno de la ciudad en 1998 para prohibir el cambio de nombre de las calles.
El 30 de junio de 2004, el senador Sergio Osmeña III presentó el Proyecto de Ley Senatorial No. 497, proponiendo el mismo cambio de nombre, estando el mismo pendiente en el correspondiente Comité desde agosto de 2004. 

## Atracciones

### Parque Rizal
Una de las tres entradas al Parque Rizal (las otras son la calle Maria Orosa Street y el Boulevard Roxas), la entrada de la avenida Taft se encuentra junto al Museo Nacional de Bellas Artes (anteriormente Antiguo Edificio Legislativo) y el Museo Nacional de Antropología (anteriormente el Museo de Finanzas). Edificio), así como la Estatua del Centinela de la Libertad .

### Edificios gubernamentales
La avenida Taft alberca en su recorrido y cercanías varios edificios gubernamentales: la Corte Suprema de Filipinas, la Corte de Apelaciones, la Oficina de Industria Vegetal, el Hospital General de Filipinas, la Oficina Nacional de Investigación y la plaza Times.

### Organización Mundial de la Salud
La oficina de la Región del Pacífico Occidental de la Organización Mundial de la Salud está ubicada en la avenida, en la esquina con la avenida de las Naciones Unidas, junto a la estación de las Naciones Unidas de la Línea 1 del LRT .

### Cinturón universitario
La avenida Taft forma parte del cinturón universitario local. Universidades como la Universidad De La Salle, el Colegio de La Salle de San Benildo, la  Universidad de Filipinas-Manila, la Universidad Cristiana de Filipinas, la Universidad de Mujeres de Filipinas y la Universidad Normal de Filipinas están ubicadas en su recorrido. El Colegio de Santa Isabel de Manila, el Colegio Emilio Aguinaldo, la Escuela Superior Araullo y la Escuela Superior de Ciencia de Manila también dan directamente a la carretera, mientras que la Universidad Adamson  tiene acceso directo.

### Catedral Nacional de la Iglesia Independiente de Filipinas
La Catedral Nacional del Santo Niño Jesús de la Iglesia Independiente de Filipinas está ubicada en la avenida.

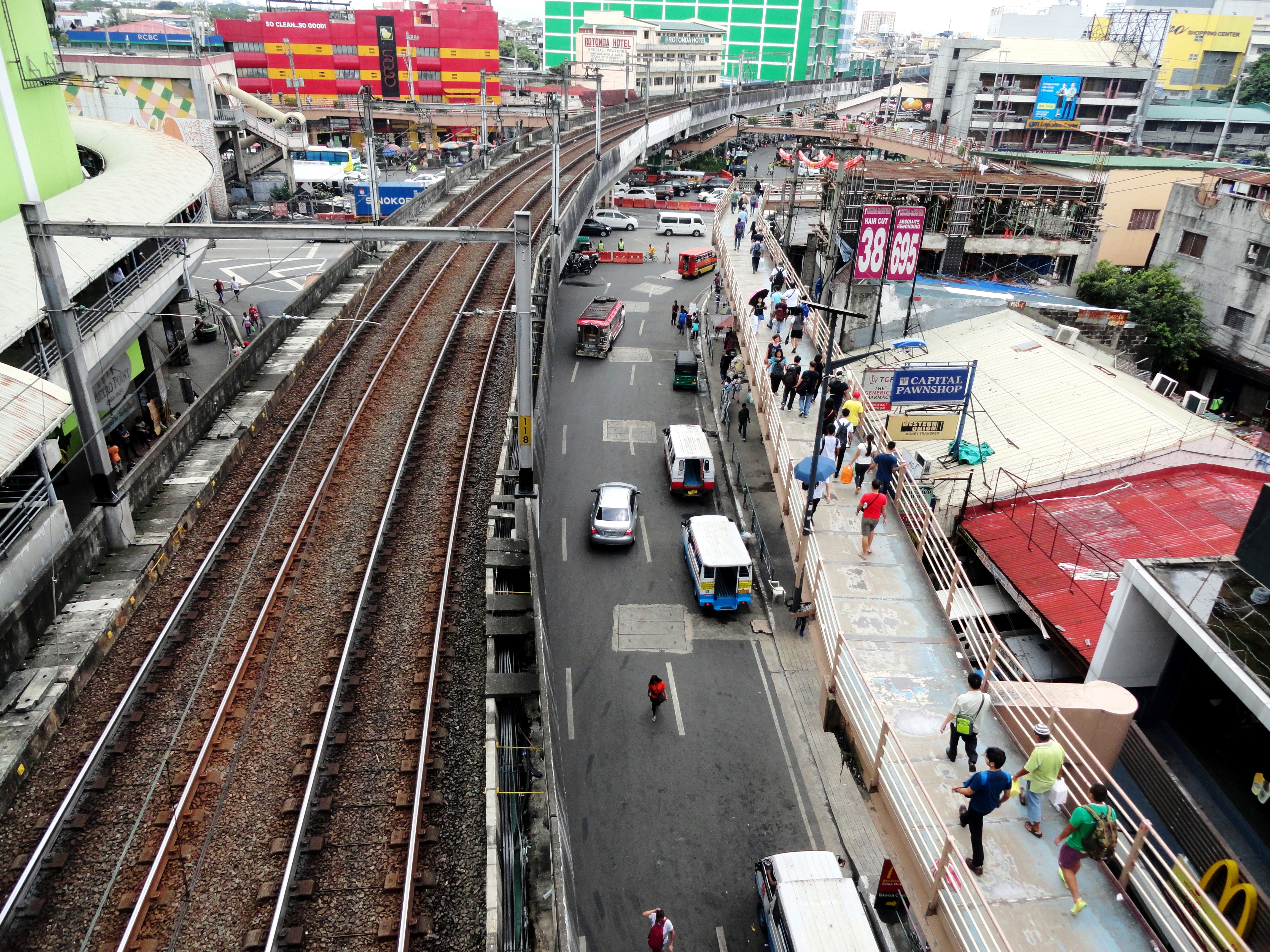
Intersección de la avenida Taft con EDSA, también conocida como rotonda.

## Transporte

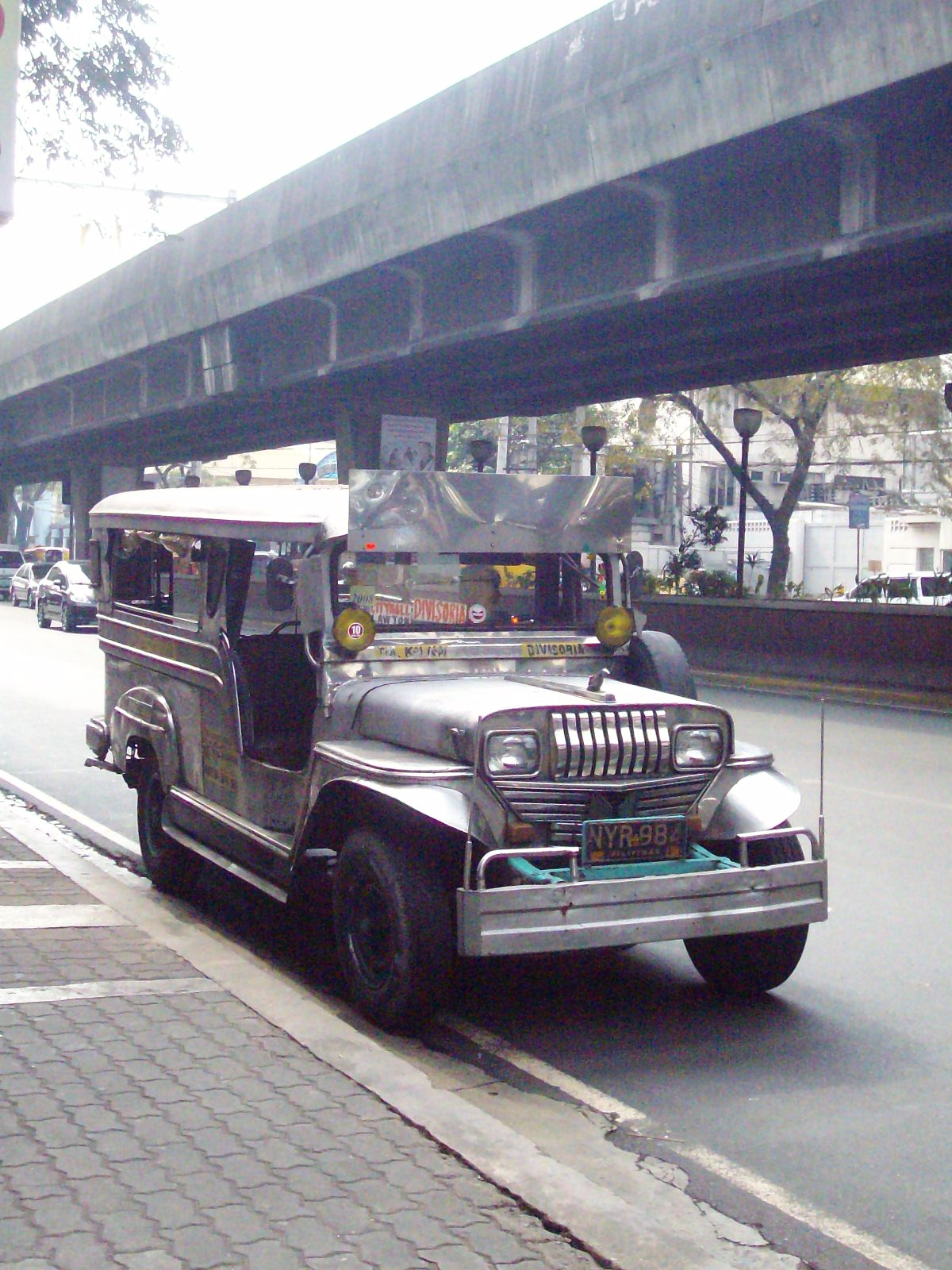
Jeepneys sirven como medio de transporte alternativo a lo largo de Taft Avenue

Se accede a la avenida a través de jeeps, taxis, autobuses, UV Express, la  Línea 1 LRT  y la Línea 3 MRT . La avenida alberga las siguientes estaciones de la línea 1 de LRT: estación Baclaran (para la extensión), EDSA (intercambio con la línea 3 de MRT), Libertad, Gil Puyat, Vito Cruz, Quirino, Pedro Gil, Naciones Unidas y Central Terminal (a través de la terminal de autobuses de Lawton).